# Jitzchak Meir Alter
Jitzchak Meir Rothenberg Alter (* um 1798 in Magnuszew; † 1866 in Góra Kalwaria) war ein chassidischer Zaddik in Polen und der Begründer der Ger-Dynastie.

## Leben
Das Geburtsdatum von Jitzchak Meir Alter ist nicht eindeutig geklärt, die Angaben variieren zwischen 1789, 1798 und 1799. Sein Vater, Rav Israel, war ein Schüler von Levi Jizchak von Berditschew und Rabbiner von Gur bzw. Ger, der jiddischen Bezeichnung von Góra Kalwaria. Schon in jungen Jahren gewann Jizchak einen Ruf als brillanter Tora-Gelehrter. Er wuchs unter der Obhut von Israel Hofstein, dem Maggid (Wanderprediger) von Kozienice, auf, wurde nach dessen Tod ein Schüler von Simcha Bunem von Przysucha und nach dessen Tod von Menachem Mendel von Kotzk. Nach dem Tod des Kotzker Rebbe im Jahre 1859 wurde Jitzchak Meir von der Mehrheit der Kotzker Chassidim als dessen Nachfolger anerkannt. Die sieben Jahre, welche er bis zu seinem Tod 1866 als Leiter der Ger-Bewegung amtierte, waren für die Entwicklung des Chassidismus in Polen von entscheidender Bedeutung. Der Gerer Chassidismus behielt bis zum Holocaust eine einflussreiche Stellung innerhalb des orthodoxen polnischen Judentums.
Obwohl Jitzchak Meir stark von den Grundsätzen des Kotzker Rebbe geprägt wurde, unterscheiden sich seine Anschauungen in einigen wesentlichen Punkten. Er vermied keineswegs den Kontakt mit den Massen, sondern suchte sie für seine Sache zu gewinnen und zeigte Interesse an alltäglichen Problemen. Als kompromissloser Verfechter jüdischer Traditionen wandte er sich gegen Bestimmungen der Regierung zur Änderung der Kleiderordnung, die von jüdischen Vertretern der Haskala unterstützt wurden, und wurde deswegen verhaftet. Im polnischen Aufstand von 1830/31 wurde er verdächtigt, mit den polnischen Loyalisten zusammenzuarbeiten. Er änderte seinen Namen von Rothenberg zu Alter. Sein Familienleben war durch schmerzhafte Verluste gekennzeichnet; keines seiner 13 Kinder überlebte ihn.
Sein Werk Chidduschei haRim wurde 1875 in Warschau gedruckt und enthält Novellen zu Talmudtraktaten und dem Schulchan Aruch. Es gilt bis heute in Jeschiwot als klassisches Werk zum Studium der jüdischen religiösen Literatur und als Musterbeispiel für Pilpul (dialektische Auslegungsmethode). Nach seinem Buch wird Jitzchak Meir Alter in orthodoxen Kreisen häufig auch „Chidduschei haRim“ genannt. Unter anderem wurde die Isaak-Alter-Synagoge in Warschau nach ihm benannt.